# Mario Van Peebles
Mario Van Peebles, geboren als Mario Peebles (Mexico-Stad, 15 januari 1957) is een in Mexico geboren Amerikaans acteur en regisseur. Hij maakte in 1971 op dertienjarige leeftijd zijn film- en acteerdebuut in het door zijn vader Melvin Van Peebles geschreven en geregisseerde Sweet Sweetback's Baadasssss Song.
Van Peebles is een zoon van regisseur Melvin Van Peebles en de Duitse (kleinschalige) actrice Maria Marx.

## Trivia
- Naast Van Peebles waren in Sweet Sweetback's Baadasssss Song ook zijn zus Megan en broer Max Van Peebles te zien.
- Van Peebles gaf in het door hemzelf geregisseerde How to Get the Man's Foot Outta Your Ass rolletjes aan zijn eigen kinderen Maya, Marley en Mandela.
- Van Peebles en dochter Maya spelen ook samen in de film Ali, als Malcolm X en diens dochter.

## Filmografie
*Exclusief televisiefilms
Acteur:
| - Seized (2020) - American Warships (2012) - A Letter to Dad (2009) - Multiple Sarcasms (2009) - Hard Luck (2006) - Carlito's Way: Rise to Power (2005) - Gang of Roses (2003) - How to Get the Man's Foot Outta Your Ass (2003) - The Hebrew Hammer (2003) - Ali (2001) - Guardian (2001) - Blowback (2000) - Judgment Day (1999) - Raw Nerve (1999) - Love Kills (1999) - Crazy Six (1998) - Los Locos (1997) - Stag (1997) - Solo (1996) - Panther (1995) | - Highlander III: The Sorcerer (1994) - Gunmen (1994) - In the Living Years (1994) - Posse (1993) - New Jack City (1991) - Identity Crisis (1989) - Jaws: The Revenge (1987) - Hotshot (1987) - Heartbreak Ridge (1986) - Last Resort (1986) - 3:15 (1986) - South Bronx Heroes (1985) - Children of the Night (1985) - Rappin' (1985) - Delivery Boys (1985) - The Cotton Club (1984) - Exterminator 2 (1984) - Sweet Sweetback's Baadasssss Song (1971) |

Regisseur:
- Hard Luck (2006)
- How to Get the Man's Foot Outta Your Ass (2003)
- Standing Knockdown (1999)
- Love Kills (1999)
- Panther (1995)
- Posse (1993)
- New Jack City (1991)

## Televisieseries
*Exclusief eenmalige gastrollen
- Damages - Agent Randall Harrison (sinds 2007)
- All My Children - Samuel Woods (2008, 43 afleveringen)
- Rude Awakening - Marcus Adams (2000-2001, twintig afleveringen)
- 21 Jump Street - Dana (1989-1990, drie afleveringen)
- Sonny Spoon - Sonny Spoon (1988-1990, negen afleveringen)
- L.A. Law - Andrew Taylor (1986, vier afleveringen)

- Bibsys: 98014446
- Biblioteca Nacional de España: XX1296489
- Bibliothèque nationale de France: cb13970124v (data)
- CiNii: DA13952959
- Gemeinsame Normdatei: 119014610
- International Standard Name Identifier: 0000 0000 8159 1877
- Library of Congress Control Number: n90609894
- MusicBrainz: 9262b52e-4126-4e44-bb6f-a813fb618979
- Nationale Bibliotheek van Tsjechië: xx0232066
- Nationale Bibliotheek van Israël: 987010763936405171
- Nationale Bibliotheek van Polen: a0000001652051
- Nederlandse Thesaurus van Auteursnamen: 170648435
- SNAC: w6hg0s2q
- Système universitaire de documentation: 074012495
- Virtual International Authority File: 79170931
- WorldCat: E39PBJdxbCHdVPMb4fPXG6DH4q